# Teatro Estúdio de Lisboa
Teatro Estúdio de Lisboa foi uma companhia portuguesa de teatro dirigida pela atriz Helena Félix e o pela encenadora Luzia Maria Martins. Era sediada no Teatro Vasco Santana, em Lisboa.
O TEL, como também era chamado, foi fundado em 1964 com a peça "Joana de Lorena".
Passaram por esta Companhia teatral diversos atores como: Helena Félix, Fernanda Montemor, Mário Pereira,  Adelaide João, Manuela Cassola, José de Castro, Suzana Prado, Carlos Paulo, Armando Venâncio, Georgina Cordeiro, Cremilda Gil, Lia Gama, António Montez, Maria Dulce, Francisco Nicholson, Carlos Ivo, Carmen Mendes, Jorge Sousa Costa, Mário Jacques, Joaquim Rosa, Luís Pinhão, Anna Paula, Clara Joana, Catarina Avelar, Vítor de Sousa, Luísa Ortigoso, Dário de Barros, Maria Laurent, Filipe Ferrer, Carlos Vieira de Almeida, , Lili Neves, Amílcar Botica, Manuel Luís Goucha…
A Companhia recebeu vários prémios ao longo da sua existência.
Em 1991 o TEL encerrou definitivamente a sua atividade e Helena Félix morreu, Luzia Maria Martins decidiu abandonar o teatro, recusando não só vários trabalhos como encenadora, como deixando igualmente de assistir a espetáculos. Apenas em 1998, a convite de Carlos Avilez e Luísa Ortigoso regressou para encenar o monólogo Frida e a casa azul, de José Jorge Letria, no Teatro Nacional D. Maria II.